# Chaim Topol
Pour les articles homonymes, voir Topol.
Chaim Topol (hébreu : חיים טופול), ou plus simplement Topol, est un acteur et chanteur israélien né le 9 septembre 1935 à Tel Aviv (Palestine mandataire), où il est mort le 8 mars 2023. Il était mondialement connu pour son interprétation de Tevye le laitier de la comédie musicale Un violon sur le toit (Fiddler on the Roof, 1964), adaptée au cinéma en 1971.

## Biographie
Dès l'âge 14 ans, Chaim Topol travaille comme imprimeur au quotidien de la gauche sioniste Davar, tout en poursuivant ses études secondaires le soir. Il obtient son diplôme d'études secondaires à 17 ans et déménage au kibboutz Geva. Un an plus tard, il s'enrôle dans l'armée israélienne récemment créée et devient membre de la troupe de divertissement Nahal, chantant et jouant dans des spectacles itinérants.
Le 2 octobre 1956, à l'âge de 21 ans, vingt-trois jours après avoir été libéré du service militaire et deux jours après son mariage avec Galia Finkelstein, Topol est appelé pour le service de réserve et joue pour des soldats stationnés dans le désert. Après la guerre, lui et sa femme s'installent au kibboutz Mishmar David, où Topol travaille comme garagiste. De 1957 au milieu des années 1960, il dirige une compagnie de théâtre de kibboutz, composée d'amis de sa troupe Nahal ; les membres de la troupe tournent quatre jours par semaine et travaillent dans leurs kibboutz respectifs deux jours par semaine, ne profitant que d'un jour de congé.
En 1967, Topol décroche le rôle du laitier Tevye dans la production londonienne de Un violon sur le toit. À la surprise générale, il est choisi en 1971 pour incarner ce rôle dans le film Un violon sur le toit, réalisé par Norman Jewison, en lieu et place de Zero Mostel qui assurait le rôle dans la production originale américaine sur Broadway. 
Au cinéma, Chaim Topol est aussi apparu dans bon nombre de seconds rôles dans des films tels que Sentimentalement vôtre (Follow Me!, 1972) de Carol Reed, Flash Gordon (1980) de Mike Hodges, ou encore dans le James Bond Rien que pour vos yeux (For Your Eyes Only, 1981) réalisé par John Glen.

### Vie privée
Chaim Topol a été marié à Galia Topol née Finkelstein, également actrice, avec qui il a eu trois enfants.

### Mort
Atteint de la maladie d'Alzheimer, Chaim Topol meurt en 2023 dans sa ville natale, Tel Aviv (Israël), à l'âge de 87 ans.

## Filmographie partielle
- 1964 : Sallah Shabati  de Menahem Golan et Ephraim Kishon : Sallah Shabati
- 1966 : L'Ombre d'un géant (Cast a Giant Shadow) de Melville Shavelson : Abou Ibn Kader
- 1969 : Sacré Far West (A Talent for Loving) de Richard Quine : Molina
- 1969 : Avant que vienne l'hiver : Janovic
- 1971 : Un violon sur le toit (Fiddler on the Roof) de Norman Jewison : Tevye
- 1972 : Sentimentalement vôtre (Follow Me!) : Julian Cristoforou
- 1975 : Galileo de Joseph Losey : Galileo Galilei
- 1980 : Flash Gordon : le docteur Hans Zarkov
- 1981 : Rien que pour vos yeux (For Your Eyes Only) : Milos Colombo
- 1983 : Le Souffle de la guerre (The Winds of War) : Berel Jastrow

## Distinctions
- David di Donatello du meilleur acteur étranger lors de la 17e cérémonie des David di Donatello pour Un violon sur le toit
- Golden Globe du meilleur acteur dans un film musical ou une comédie lors de la 29e cérémonie des Golden Globes pour Un violon sur le toit
- Prix du meilleur acteur au Festival international du film de Saint-Sébastien 1972 pour Sentimentalement vôtre